# Post-punk
Il post-punk, a cui ci si riferiva originariamente con il termine new musick, è un termine ombrello che si riferisce a una vasta gamma di tipologie di musica rock emerse dal movimento punk degli anni settanta, in cui gli artisti presero le distanze dalle sonorità semplici del punk rock, per adottare soluzioni e sensibilità più tipicamente avanguardiste. Ispirati dall'energia del punk e dall'etica del DIY, ma determinati a rompere con i cliché del rock, questi artisti sperimentarono forme nuove e diverse, prendendo ispirazione dalla musica elettronica e da stili della musica nera come la musica dub, il funk, il free jazz, e la disco; sperimentando con le nuove tecniche di registrazione e di produzione e includendo tra i riferimenti idee e politiche tipiche della teoria critica, del modernismo, del cinema e della letteratura. I pionieri e le comunità legate al primo post punk si svilupparono spesso attorno ad etichette discografiche indipendenti, agli eventi di arti visive, alle performance multimediali e alle fanzine.
Tra i precursori del post punk sono menzionate band come Siouxsie and the Banshees, Wire, Public Image Ltd, the Pop Group, Cabaret Voltaire, Magazine, Pere Ubu, Gang of Four, Joy Division, Talking Heads, Throbbing Gristle, the Slits, the Cure, the Fall, The Sound  e Au Pairs. Il movimento post punk è poi strettamente collegato allo sviluppo di generi musicali come gothic rock, darkwave, neo-psychedelia, no wave e musica industriale. Verso la metà degli anni '80, il movimento post-punk si era disgregato, fornendo allo stesso tempo l'impulso per il New Pop e anche la successiva musica alternativa e indipendente.

## Definizione del termine

### Origini del termine, contesto e termini correlati

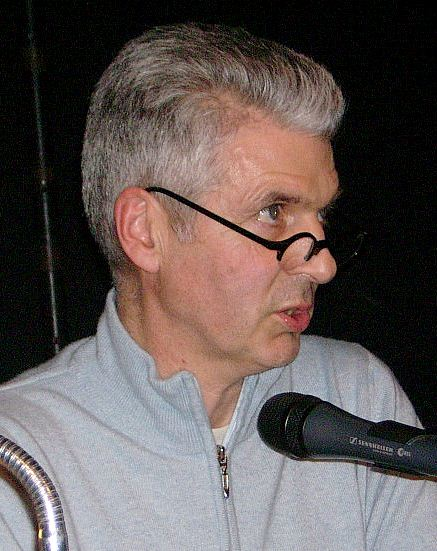
Jon Savage in una foto del 2009

Il post-punk è una categoria peculiare che comprende band evolutesi dal milieu culturale del punk rock nei tardi anni '70. Originariamente chiamato "New Musick", il termine fu utilizzato da diversi scrittori, critici e giornalisti di quegli anni per descrivere le band che andavano dal garage rock di matrice punk fino alle aree più disparate. Tra la fine del 1977 e l'inizio del 1978 Jon Savage e Jane Suck coniarono "post-punk" sulle pagine del Sounds, generando sulla scena una sensazione di rinnovato entusiasmo per ciò che la parola avrebbe comportato, presagendo la pubblicazione di numerosi editoriali sulla new music. Sul finire del decennio, alcuni scrittori iniziarono ad utilizzare anche il termine art punk come peggiorativo per quegli episodi di derivazione garage rock ritenuti troppo sofisticati e fuori dalla linea imposta dall'ideologia punk. A cavallo tra gli anni '70 e '80, molte band precedentemente definite post-punk venivano inserite nel termine ombrello new wave, tanto che i due termini risultavano spesso intercambiabili, e solo in seguito, "Post-punk" si differenziò da "new wave" restringendo sensibilmente i due campi di applicazione.
Nicholas Lezard descrive il termine post-punk come "così molteplice che è possibile utilizzarlo solo in una accezione ampia". Le dissertazioni successive non sono state in grado di chiarire se le riviste e le fanzine di musica contemporanea compresero convenzionalmente il termine "post-punk" nel modo in cui fu utilizzato negli anni successivi. Il libro del 2005 Rip It Up and Start Again di Reynolds è considerato un punto di riferimento per la dottrina post-punk, anche se l'autore affermò che il libro copre solo aspetti del post-punk a cui si sentiva personalmente vicino. Ed anche in merito a questo, Wilkinson accusò Reynolds di una lettura "revisionista e rinnovatrice". Il critico/musicista Alex Ogg, sostenne che "Il problema non è con ciò che Reynolds ha omesso da Rip It Up ..., ma, paradossalmente, ha aggiunto troppo", sostenendo contemporaneamente che il termine post-punk pertiene ad una certa sensibilità estetica ed a certi approcci piuttosto che ad uno stile unificante ed alla disputa sull'accuratezza cronologico-terminologica del prefisso "post", tanto che molte band comunemente etichettate come post-punk precedono il punk rock stesso. Se Reynolds aveva circoscritto l'epoca del post-punk all'incirca tra il 1978 ed il 1984, Ogg sosteneva che il post-punk dovesse essere concepito "meno come un genere di musica e più come uno spazio di possibilità", suggerendo che "ciò che unisce tutta questa attività è un insieme di imperativi aperti: innovazione; intenzioni stravaganti; volontario disfarsi di tutte le cose precedenti". AllMusic utilizza il termine post-punk per definire "una forma di punk più avventuroso e colto".

### Caratteristiche e filosofia
Molti artisti post-punk trovarono un'iniziale ispirazione nell'energia e nell'etica DIY del punk, per divenire, specie in fase successiva, più disillusi sullo stile e sul movimento, tacciandolo infine di un'evoluzione verso formule commerciali, convenzioni rock e parodie di se stessi. Band come queste ripudiarono le rivendicazioni del punk sull'accessibilità e sulla purezza della semplicità, invece di vedere in questi principi un'opportunità per rompere con la tradizione musicale, sovvertire i luoghi comuni e sfidare il pubblico stesso. Questi artisti abbandonarono poi le tematiche tipiche del punk concernenti le preoccupazioni di una popolazione in gran parte bianca, maschile e appartenente alla classe lavoratrice, e abbandonando la continua dipendenza dai soliti tropi del rock and roll, come le sequenze di tre accordi e i riff di chitarra in stile Chuck Berry. Questi gruppi, anziché definire il punk come un "imperativo in costante cambiamento", credevano che "contenuti radicali esigono forme radicali".

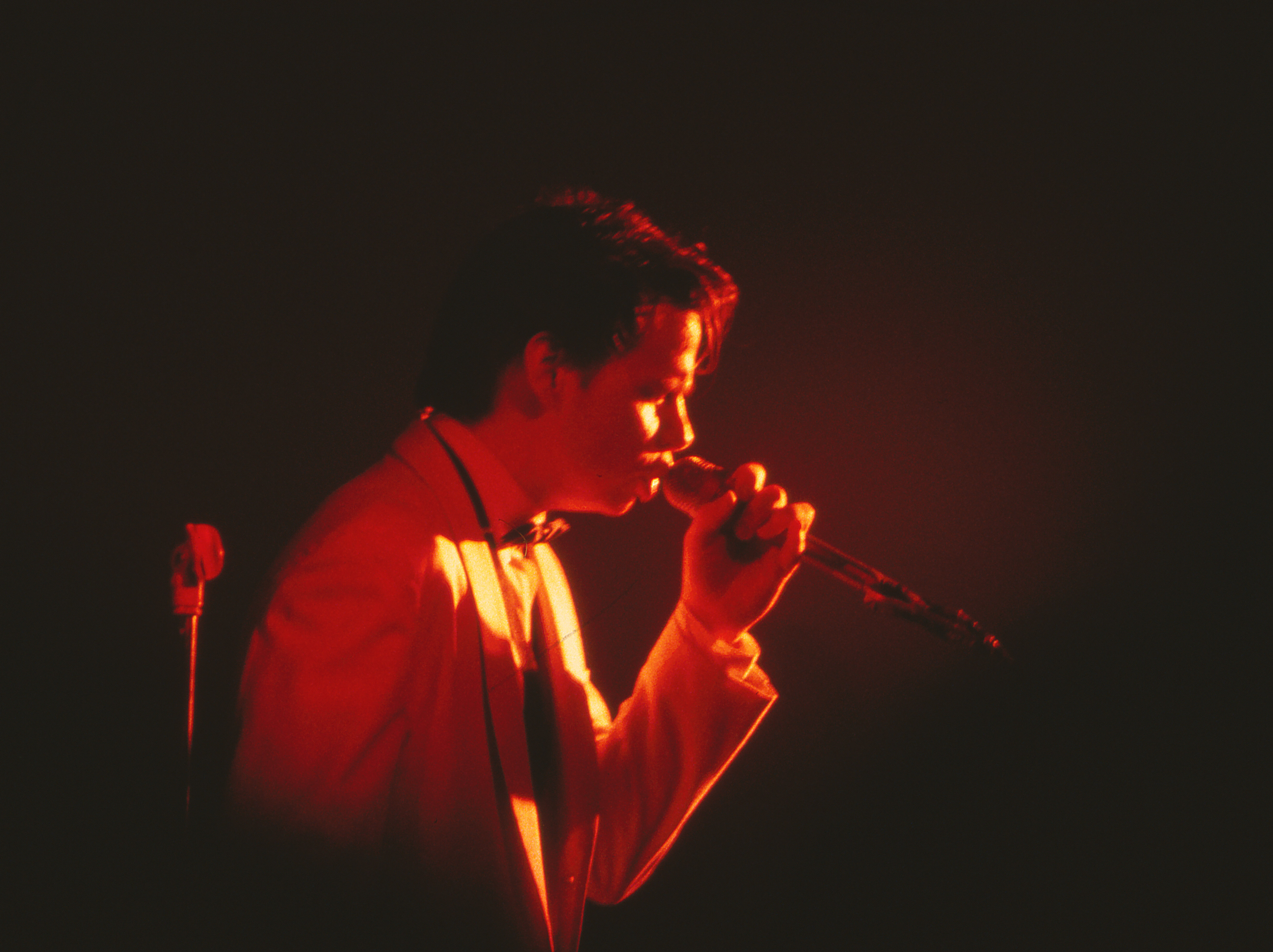
Artisti come James Chance rigettarono i tropi del rock, mescolando la musica d'avanguardia al funk, jazz e ad altri stili.

Anche se gli stili musicali variano molto a seconda delle regioni e degli artisti, il movimento post-punk fu caratterizzato dall'"assalto concettuale" agli stereotipi e alle convenzioni del rock e dal rigetto di estetiche percepite come tradizionaliste, egemoniche e rockiste, in favore di sperimentazioni con tecniche di produzione e contaminazioni con stili musicali come dub, funk, musica elettronica, disco music, rumorismo, free jazz, world music e musica d'avanguardia. Alcuni stili musicali precedenti servivano però come punti di riferimento per il movimento come il Krautrock, il glam rock, l'art rock, l'art pop e alcuni generi musicali degli anni sessanta. Questi artisti, si approcciavano poi allo studio di registrazione come se avessero a che fare con un vero e proprio strumento musicale, utilizzando nuovi metodi di registrazione e perseguendo nuovi territori sonici. Il critico Matthew Bannister scrisse che gli artisti del post-punk rifiutarono tanto i maggiori riferimenti del rock degli anni '60 come the Beatles e Bob Dylan, quanto i paradigmi che definivano "il rock come progressivo, come arte, come sterile studio perfezionista... per adottare un'estetica avanguardista". In accordo con il musicologo Pete Dale, sostennero poi che anche se questi gruppi volevano "stracciare le pagine della storia e ripartire da zero", la musica era ancora "inevitabilmente legata a tracce da cui non sarebbero mai potuti scappare completamente".
Nicholas Lezard descrisse il post-punk come una "fusione tra arte e musica". Questo periodo vide una massiccia appropriazione di idee dalla letteratura, dall'arte, dal cinema, dalla filosofia, dalla politica e dalla teoria critica in contesti culturali musicali e pop. Gli artisti tendevano a rifiutare la distinzione tra arte alta e bassa, per ritrovare una sorta di origine artistica in percorsi come quelli di Roxy Music e David Bowie. Sempre Reynolds ritrova alcune ossessioni e preoccupazioni ricorrenti tra gli artisti del post-punk a proposito dell'alienazione, della repressione e della tecnocrazia della modernità occidentale. Non a caso, tra le maggiori influenze del post-punk si annoverano scrittori come William S. Burroughs e J.G. Ballard, scene politico-avanguardiste come il situazionismo o il Dada e movimenti intellettuali ascrivibili al postmodernismo. Molti artisti inseriscono il proprio lavoro in esplicite tematiche politiche. Inoltre, in alcuni luoghi, la creazione della musica post-punk era fortemente correlata allo sviluppo di efficaci sottoculture, che giocarono un ruolo importante nella creazione di arte, performance multimediali, fanzine ed etichette discografiche indipendenti. Molti artisti post-punk mantennero un approccio anti-corporation registrando, producendo e distribuendo la propria musica su formati non convenzionali. I giornalisti divennero poi un elemento importante per questa cultura, con riviste e critici che s'immersero nel movimento stesso.

## Storia del post-punk

### 1977-1979: antecedenti e primi anni

#### Retroterra

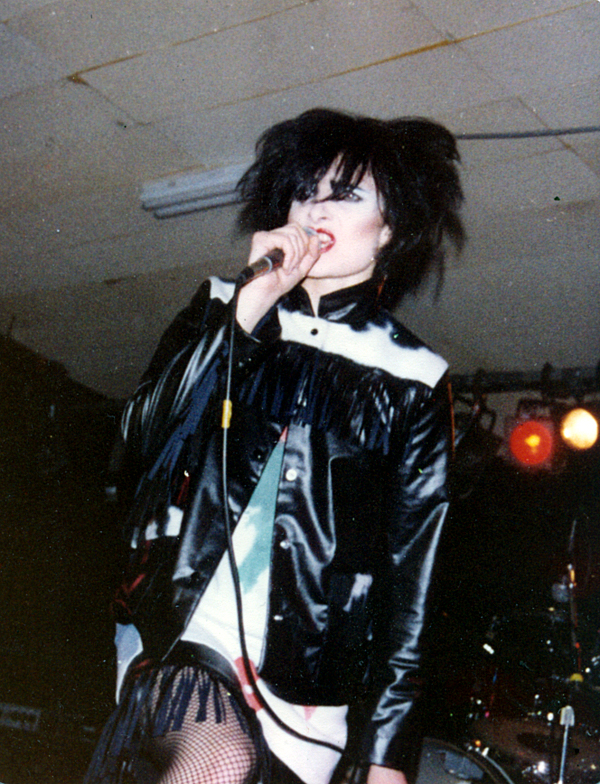
Siouxsie Sioux nel 1980.

Durante l'epoca del punk, un certo numero di imprenditori interessati alle scene musicali locali influenzate dal punk, fondarono etichette indipendenti come la Rough Trade (fondata da Geoff Travis nel proprio negozio di dischi) e la Factory Records (fondata dal personaggio televisivo Tony Wilson a Manchester). Nel 1977, i gruppi iniziarono a sperimentare nuove metodologie per pubblicare la propria musica in modo indipendente. Questa idea fu diffusa in particolare dai Buzzcocks, che pubblicarono il loro EP Spiral Scratch con un marchio proprio, e anche dai singoli autoprodotti dei Desperate Bicycles. Fu poi imperativo, per il DIY trovare formule ed infrastrutture di produzione e distribuzione su cui si appoggiò prima il post-punk e poi la musica indie della seconda metà degli anni '80.
Mentre l'originario movimento punk si stava spegnendo, molte nuove scene iniziarono a fondersi con una varietà di band che cercavano di elaborare sonorità sperimentali in un territorio concettuale più ampio. Sul finire del 1977 alcuni episodi britannici come Siouxsie and the Banshees e gli Wire iniziarono a sperimentare sonorità che si differenziavano molto dagli episodi punk contemporanei. Savage descrisse i primi esperimenti del genere come quelli citati come "ruvide lacerazioni urbane", "rumore bianco controllato" o ancora "accentuazioni massicce di rulli di tamburi". L'editore di Mojo, Pat Gilbert, sostenne che "la prima vera post-punk band fu Siouxsie and the Banshees", notando l'influenza dell'uso della ripetizione sui Joy Division. Sulla stessa linea, John Robb sostenne che i Banshees possono essere considerati una specie di "proto post-punk" band, a causa della loro ipnotica sezione ritmica. Nel gennaio del 1978, il cantante John Lydon (poi conosciuto come Johnny Rotten), annunciò lo scioglimento dei Sex Pistols dichiarando la sua disillusione rispetto alla prevedibilità musicale del punk e alla cooptazione di interessi musicali, unitamente al suo desiderio di esplorare territori nuovi e diversi. Nel maggio dello stesso anno, Lydon annunciò la formazione di una nuova band assieme al chitarrista Keith Levene ed al bassista Jah Wobble: erano i Public Image Ltd e dichiaravano apertamente "rock is obsolete", citando la reggae come "influenza naturale" Lydon descrisse poi il suo sound come "un pop totale con significati profondi. Ma non voglio essere categorizzato in altri termini che punk! Da lì vengo e lì sto".

#### Regno Unito
In questo periodo, band come Public Image Ltd, the Pop Group e the Slits iniziarono a mescolare le proprie sonorità con la dance music, con le tecniche di produzione del dub e con le intuizioni delle avanguardie mentre le band di Manchester che provenivano dal punk come Joy Division, The Fall, the Durutti Column e A Certain Ratio svilupparono stili peculiari inspirati da una vasta gamma di influenze tra musica e arte modernista. Gruppi come Scritti Politti, Gang of Four, Essential Logic e This Heat erano invece fortemente politicizzate, con liriche ispirate alle ideologie di sinistra e incorporavano nei loro lavori gli studi intrapresi nelle Accademia di belle arti. Delle metodologie tecniche non ortodosse vennero sviluppate negli studi di registrazione da produttori come Steve Lillywhite, Martin Hannett e Dennis Bovell, divenendo elementi importanti nell'evoluzione musicale della new musick. Etichette come Rough Trade, Factory e Fast Product divennero dei punti di riferimento per questi artisti, facilitando loro la produzione, gli artwork, le performance e la promozione del loro lavoro.

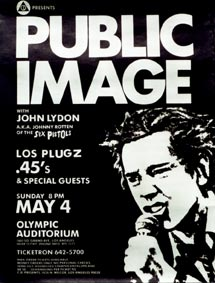
Poster dei PIL del 1980.

Molte sono le dispute per stabilire quale fosse il primo vero disco post-punk e tra i contendenti appare il primo disco dei Magazine dal titolo Shot by Both Sides (7", Gennaio 1978, Virgin), Hong Kong Garden (7", Agosto 1978, Polydor) dei Siouxsie and the Banshees, Public Image (7", Settembre 1978, Virgin) dei PIL, Extended Play (7" EP, Novembre 1978, Rough Trade) dei Cabaret Voltaire oppure ancora Damaged Goods (7", Dicembre 1978, Fast Product). Il critico musicale di AllMusic Andy Kellman sostiene che Shot by Both Sides è una pietra miliare al pari del brano punk Anarchy in the U.K. (7", Novembre 1976, EMI).
Un certo numero di band che precedettero il punk, come Cabaret Voltaire e Throbbing Gristle sperimentarono il registratore a nastro e gli strumenti musicali elettronici unitamente ai metodi della performance art e influenzati dalle letterature trasgressive diedero vita alla musica industriale. L'etichetta dei Throbbing Gristle, la Industrial Records, divenne il fulcro della scena omonima.
Mentre queste scene crescevano, le pubblicazioni musicali britanniche come il NME e il Sounds svilupparono una parte importante nella nascente cultura post-punk, con scrittori come Jon Savage, Paul Morley e Ian Penman, che svilupparono uno stile di critica denso (e spesso giocoso) che pescava a piene mani dalla filosofia, dalla politica radicale e da una grande varietà di altre fonti. Nel 1978 la rivista del Regno Unito Sounds recensiva ottimamente album come The Scream dei Siouxsie and the Banshees, Chairs Missing degli Wire e la band statunitense Pere Ubu con il loro Dub Housing. Nel 1979 il NME sostenne e difese dischi come Metal Box dei PIL, Unknown Pleasures dei Joy Division, Entertainment! dei Gang of Four e 154 degli Wire, l'omonimo album di debutto dei The Raincoats, e Fear of Music della band americana Talking Heads.
I Bauhaus, Siouxsie and the Banshees e the Cure gradualmente iniziarono a produrre sonorità più oscure che generarono poi la scena gothic rock. Influenze importanti per l'evoluzione del gothic rock vennero inoltre dai Joy Division. Nei tardi anni '70 si sviluppò dalla scena punk britannica anche una forma di neo-psychedelia. Il genere in seguito fiorì in molte parti del mondo in un movimento internazionale che applicava allo spirito psichedelico degli anni '70 le nuove sonorità e le nuove tecniche. Sempre nel 1979 nacquero anche altri stili come l'avant-funk e l'industrial dub.

#### Stati Uniti

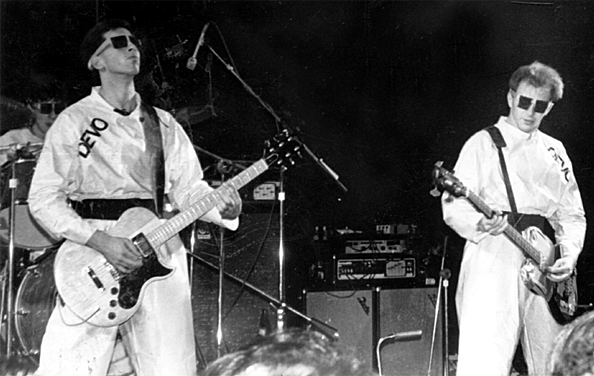
I Devo in un concerto del 1978.

Verso la metà degli anni '70 svariati gruppi musicali (alcuni provenienti dalla scena punk di Downtown Manhattan, come i Television e i Suicide) iniziarono a espandere il classico vocabolario del punk. Band del Midwest come i Pere Ubu e i Devo presero ispirazione dalla rivoluzione industriale, implementando tecniche dell'arte concettuale, della musica concreta e forme verbali non convenzionali che presagirono la nascita del movimento post-punk degli anni successivi. Un certo numero di band successive incluse band di Boston come i Mission of Burma, o di New York come i Talking Heads, combinarono elementi del punk con sensibilità accademico-artistiche. Nel 1978 quest'ultima band iniziò una serie di collaborazioni con il pioniere britannico di musica ambientale ed ex-Roxy Music Brian Eno, sperimentando con le tecniche poetiche dadaiste, sonorità elettroniche e poliritmia africaneggiante. La vivida scena post punk di San Francisco generò gruppi come Chrome, the Residents, Tuxedomoon e MX-80 Sound che influenzarono l'espansione e l'implementazione della sperimentazione multimediale, del cabaret e le teorie drammaturgiche del Teatro della crudeltà di Antonin Artaud.

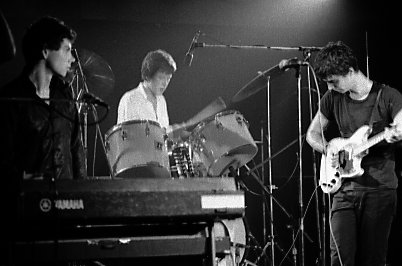
Talking Heads

Sempre di questo periodo fu poi l'emergere del movimento "No wave" nella downtown di New York, una scena musicale ed artistica dalla vita breve, che rappresentò una delle più influenti reazioni al riciclaggio del punk di tradizionali tropi del rock, che proiettò una visione del mondo abrasiva, conflittuale e nichilista. I musicisti no wave come the Contortions, Teenage Jesus and the Jerks, Mars, DNA, Theoretical Girls e Rhys Chatham sviluppò maggiormente uno stile legato al rumorismo, alle dissonanze, alla atonalità, mescolandola a generi musicali non prettamente rock. Le prime quattro formazioni in particolare, furono inserite nella compilazione No New York prodotta da Brian Eno, spesso considerata il testamento essenziale di questa scena musicale. Le feste decadenti e le opening d'arte divennero in questo periodo i centri d'incontro di musicisti ed artisti visivi. Spesso nei locali come il Club 57 e il Mudd Club s'incontravano artisti affini a questa scena come Jean-Michel Basquiat, Keith Haring e Michael Holman. Il giornalista del Village Voice, Steve Anderson, sostiene che la scena perseguì un riduzionismo abrasivo "ha minato la potenza e la mistica di un'avanguardia rock privandola di una tradizione contro cui reagire". Anderson ha affermato che la scena no wave rappresentava "l'ultimo movimento stilisticamente coeso dell'avanguardia rock di New York".

#### Italia

Gaznevada

Se nel 1977 l'Italia era ancora immersa nel periodo disco music, fu proprio da quella scena che venne fuori una delle prime perle del post-punk italiano, quando i Chrisma, dopo un periodo di permanenza a Londra e la scoperta del punk rock, convinsero il produttore della Polygram Niko Papathanassiou (fratello di Vangelis) a vedere nel punk rock nuove possibilità. Fu proprio in questo contesto che il duo confezionò prima il 7" C' Rock / Mandoia (Polygram, 1977) e poi l'album Chinese Restaurant (Polygram, 1977), che anticiparono alcune sonorità del post-punk britannico. A Bologna, nel 1977 nasceva invece la Harpo's Music, che nel 1978 curò la produzione artistica di MONO tono (Cramps Records, 1978) dei concittadini Skiantos, un album che già mostrava l'attitudine avanguardista tipica del post-punk, e poi nel 1979 il primo album omonimo dei Gaznevada, che già mescolava sonorità punk all'elettronica e a ritmiche funky. Sempre del 1979 fu l'album più compiutamente post-punk degli Skiantos, intitolato Kinotto (Cramps Records).

### 1980–84: Ulteriori sviluppi

#### La scena del Regno Unito e gli ambiti commerciali
Il post-punk britannico entrò negli anni '80 con il sostegno sia della comunità della critica musicale - il critico americano Greil Marcus ritrasse il "post-punk pop d'avanguardia britannico" in un articolo sul Rolling Stone datato 1980 come "mosso da una tensione, un umorismo ed un senso del paradosso chiaramente unici nella musica pop di oggi" - che di personaggi legati ai media come il DJ della BBC John Peel, tanto che alcuni esponenti del post-punk come PiL e Joy Division raggiunsero buone posizioni nelle classifiche della musica popular. Il network delle etichette che supportavano questo fenomeno come la Industrial Records, Fast, E.G. Records, Mute, Axis/4AD e Glas continuarono a sostenere l'uscita di sempre nuove produzioni. Nel 1980 erano attivi nella scena post-punk della Gran Britannia band come Magazine, Essential Logic, Killing Joke, the Sound, 23 Skidoo, Alternative TV, the Teardrop Explodes, the Psychedelic Furs, Echo & the Bunnymen e the Membranes, concentrate perlopiù nelle città di Londra e Manchester.

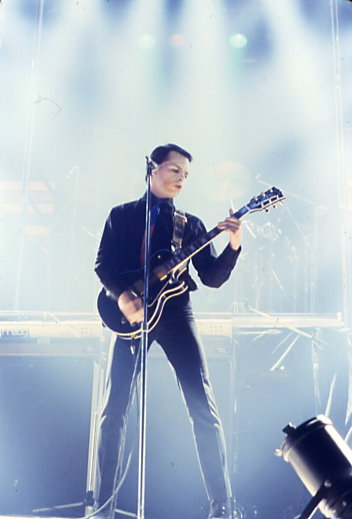
Gary Numan

Fu in questo periodo che le maggiori figure e artisti iniziarono a prendere le distanze dall'estetica dell'underground. La scrittura sempre più esoterica delle pubblicazioni post-punk, iniziò presto a allontanare i lettori dalle riviste musicali, tanto che l'NME perse la metà delle vendite. Scrittori come Morley iniziarono a sostenere la "luce dell'overground" invece delle sensibilità sperimentali promosse nei primi anni. Le collaborazioni di Morley con l'ingegnere del suono Gary Langan e con il programmatore J. J. Jeczalik, che portò agli Art of Noise, aprirono la tendenza a portare suoni elettronici e campionamenti nel pop mainstream. Artisti del post-punk come Green Gartside degli Scritti Politti e Paul Haig dei Josef K precedentemente affini alle metodologie avanguardiste, distolsero lo sguardo da questi approcci per perseguire stili mainstream e successo commerciale. L'evoluzione che portò alcuni artisti post-punk a inserire idee sovversive nel mainstream pop, furono categorizzati con il termine di marketing New Pop.
Altre band orientate verso il pop come ABC, the Associates, Adam and the Ants e Bow Wow Wow (questi ultimi due erano prodotti dal manager dei Sex Pistols Malcolm McLaren) trovarono spazio, parallelamente al fenomeno del New pop, con l'evolversi della scena della sottocultura del New romantic. Dando maggior valore al glamour, alla moda e all'evasione piuttosto che alla serietà sperimentale dei precedenti gruppi post-punk, questa scena orientata verso il club, pur destando non pochi sospetti negli abitanti del movimento, raggiunse un buon successo commerciale. Artisti come Gary Numan, the Human League, Soft Cell, John Foxx e Visage contribuirono invece a creare un nuovo stile, il synthpop, che prendeva ispirazione dalla musica elettronica e dai sintetizzatori. Al successo di questo genere contributi non poco l'ascesa di MTV.

#### Downtown Manhattan ed altrove negli USA

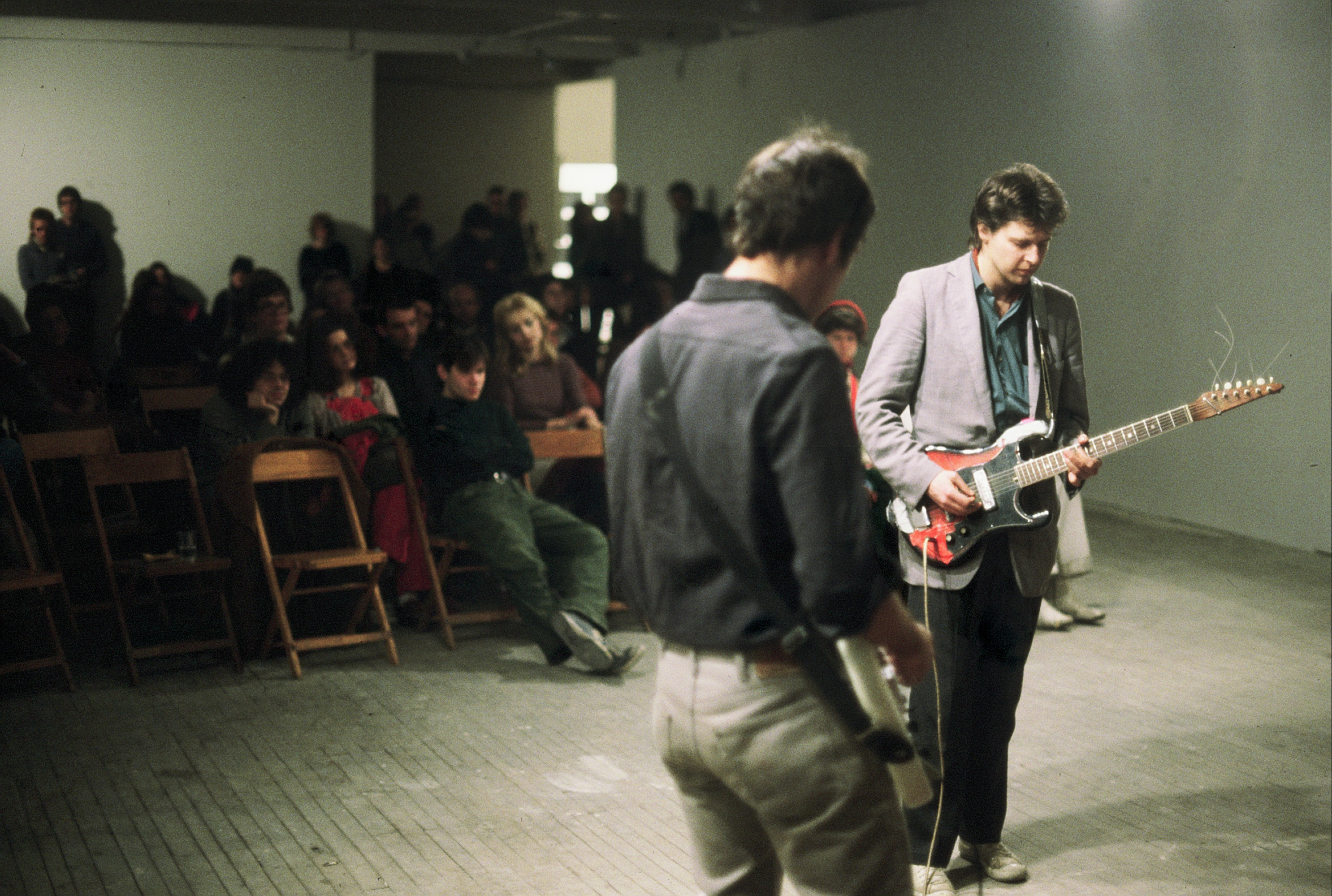
Glenn Branca durante una performance alla galleria Hallwalls nel 1980

Nei primi anni '80 la scena no wave di Downtown Manhattan si diresse verso sonorità meno abrasive rispetto al suono originario, spostandosi su posizioni decisamente più ballabili con compilazioni come Mutant Disco della ZE Records, evidenziando una nuova sensibilità, più giocosa, e nata dall'incontro tra hip hop, disco music e il punk della città, senza tralasciare influenze dub, reggae e world music. Gruppi musicali come ESG, Liquid Liquid, the B-52s, Cristina, Arthur Russell, James White and the Blacks e Lizzy Mercier Descloux proposero formule descritte provocatoriamente da Luc Sante come "un niente di niente + disco music a culo". Altre band che avevano un debito con la no wave furono Swans, Glenn Branca, the Lounge Lizards, Bush Tetras e Sonic Youth, continuando invece a esplorare l'attitudine della scena iniziale rivolta al rumore ed ai territori più ruvidi.

#### Europa
In Germania, band come gli Einstürzende Neubauten svilupparono uno stile peculiare di musica industriale utilizzando rumorismo avanguardista, strumenti autocostruiti e oggetti trovati. Alcuni membri di questa band collaborarono in seguito con membri dei the Birthday Party.

## Ilrevival
Il post-punk revival è una corrente di rock alternativo nata negli anni 2000 dove le band riprendono gli elementi del genere originale dell'inizio degli anni ottanta. Il movimento è assai diffuso nei paesi anglosassoni quali il Regno Unito e gli Stati Uniti e in diversi paesi del continente europeo, ed è molto legato alla scena post-punk di Londra e di New York degli anni ottanta.
Il termine post-punk revival fu coniato da vari critici musicali per indicare band come Arctic Monkeys, The Killers, The Rapture, Interpol, Franz Ferdinand, Bloc Party e The Strokes. Questa seconda ondata di gruppi che riprendono il post-punk inseriscono all'interno della loro musica elementi dell'indie rock e della dance degli ultimi anni ottanta più o meno come succedeva per il post-punk, che fondeva elementi del krautrock e della musica da discoteca della fine degli anni settanta.